# فهد الجيزاني (لاعب كرة قدم مواليد 2004)
فهد محمد جيزاني لاعب كرة قدم سعودي ، يلعب كلاعب وسط في نادي الرياض.